# MacBook

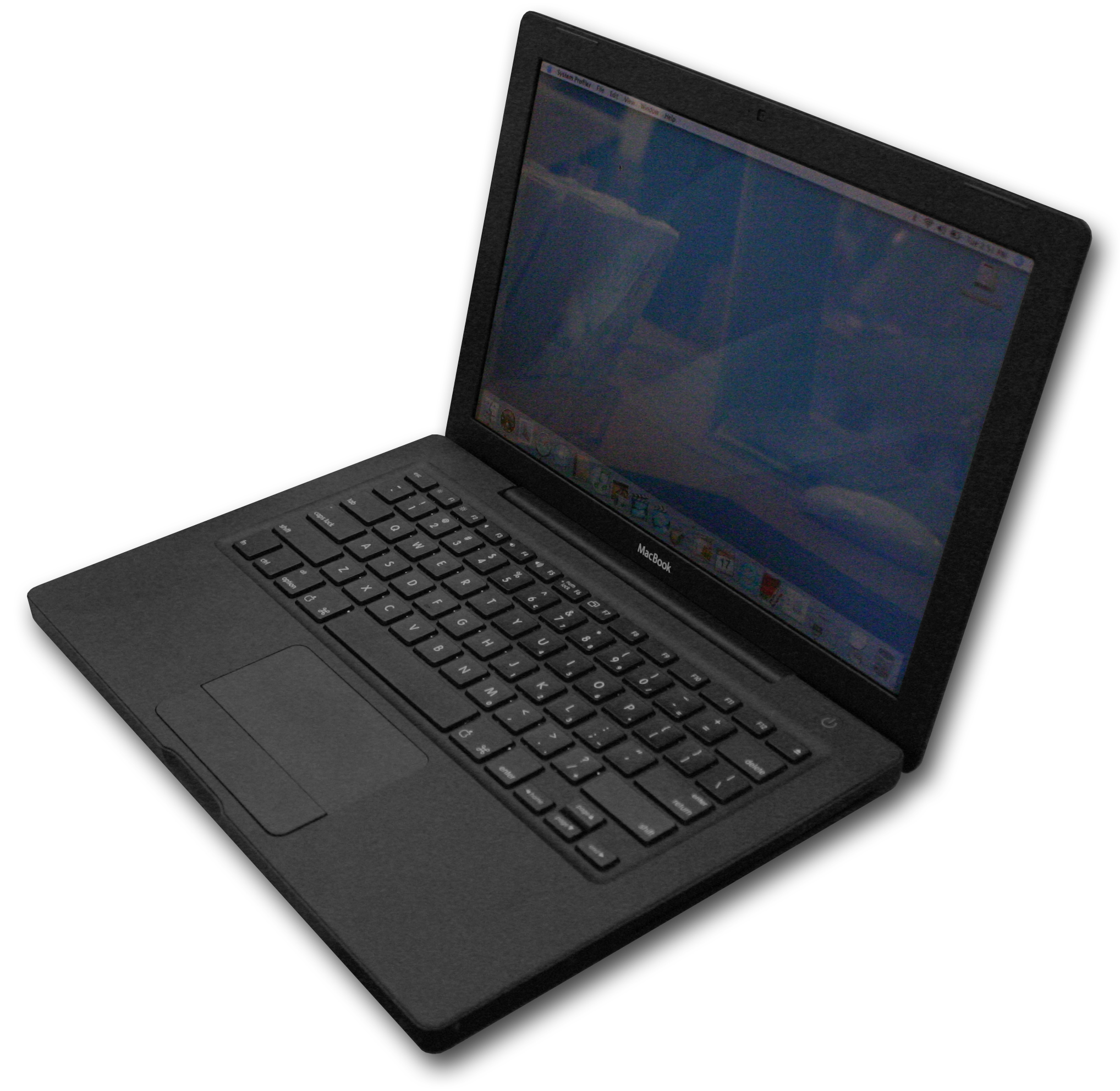
Laptop MacBook (czarny).

MacBook – seria laptopów z rodziny Macintosh wyprodukowanych i wydawanych przez firmę Apple Inc. Rodzina komputerów MacBook jest następcą serii iBook. Pierwsza seria została wprowadzona na rynek 16 maja 2006. MacBook bazuje na procesorze Intel Core 2 Duo i dostępny jest w dwóch konfiguracjach zegara: 2.1 GHz oraz 2,4 GHz. W przeciwieństwie do poprzednika, który dostępny był jedynie w kolorze białym, MacBook dostępny był w kolorach czarnym lub białym, lecz produkcję czarnych wstrzymano po wprowadzeniu modelu Unibody. MacBook towarzyszy linii profesjonalnych laptopów MacBook Pro. 20 lipca 2011 roku Apple zakończyło produkcje MacBooków. W roku 2015 Apple wznowiło serię MacBook i uzupełniono ją o wersję 12" w czterech kolorach: srebrnym, szarym, złotym i rose gold. Nowy MacBook pozbawiony został wentylatorów, na co pozwoliła implementacja procesora Intel Core M.

## Specyfikacja

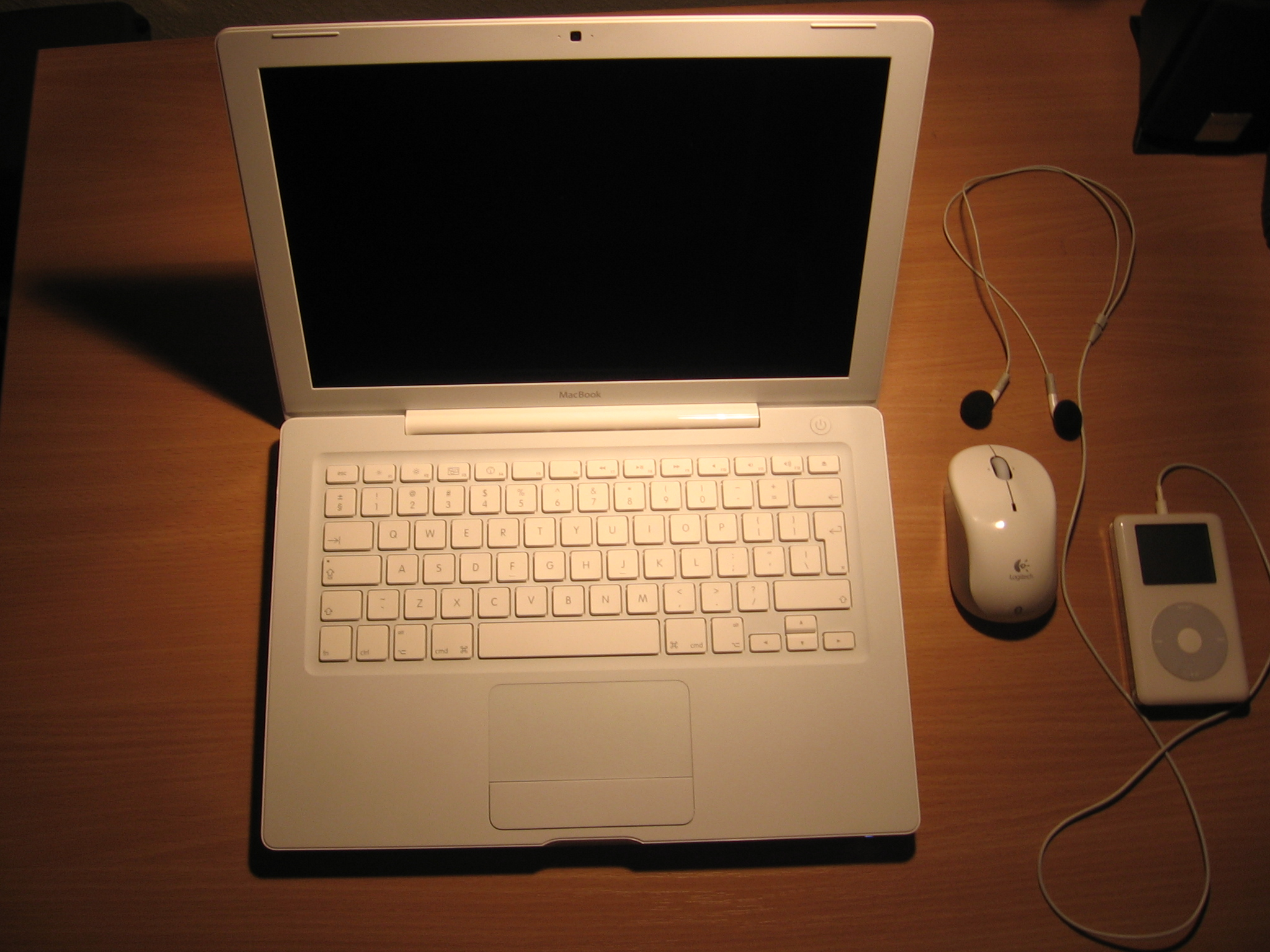
MacBook (biały)

Seria laptopów MacBook to trzy różne modele: 2,1 GHz i 2,4 GHz Core 2 Duo ($1099 i $1299 odpowiednio – model biały) oraz 2,4 GHz Core 2 Duo edycja premium ($1499).
Najsłabszy model wyposażono w 60-gigabajtowy dysk twardy (5400 obr./min. i interfejs Serial ATA), środkowy model to 160 gigabajtów przestrzeni dyskowej, natomiast edycja premium wyposażona jest w 250 GB dysk (również 5400 obr./min. i interfejs SATA). Mocniejsze modele wyposażone są w nagrywarkę DVD SuperDrive (DVD±RW, CD-RW)(uchodząc za bardzo awaryjny), a słabszy model jedynie w napęd combo (DVD-ROM, CD-RW). Modele za $1299 oraz $1499 wyposażono w 2GB pamięci RAM (najtańszy w 1GB). We wszystkich modelach istnieje możliwość opcjonalnego dołożenia większej ilości pamięci RAM (maksymalnie do 4GB w dwóch kościach po 2GB) bądź wymiany dysku twardego na większy.
Wszystkie MacBooki są wyposażone w kamerę internetową iSight, złącze mini-DVI do podłączania zewnętrznego ekranu komputerowego, magnetyczną wtyczkę zasilania MagSafe, wbudowaną kartę sieciową 10/100/1000 BASE-T Gigabit Ethernet, AirPort Extreme, Bluetooth, Sudden Motion Sensor (system antywstrząsowy), Scrolling TrackPad (touchpad firmy Apple) oraz bezzatrzaskową magnetyczną obudowę. Procesor graficzny ATI Radeon 9550 używany w iBookach został zastąpiony przez zintegrowany układ graficzny Intel X3100 mogący wykorzystać do 144 MB z pamięci DDR2 SDRAM. MacBook ma zainstalowane od razu, wraz z systemem operacyjnym Mac OS X (obecnie wersja 10.7 Lion), programy z pakietu iLife oraz program Front Row. Ekran MacBooka to 13,3-calowy ekran LCD (1280x800), który jest o 79% jaśniejszy od ekranu w iBooku. MacBook waży 2,27 kg.
W listopadzie 2006 roku procesory Core Duo zostały zastąpione przez Core 2 Duo.

## MacBook
| Element                                        | Intel Core | Intel Core 2 | Intel Core 2 | Intel Core 2                                                                                 | Intel Core 2                                                                                 | Intel Core 2                                                                                 | Intel Core 2                                                                                 | Intel Core 2                                                                                 |
| Model                                          | MacBook (początek 2006) | MacBook (koniec 2006) | MacBook (połowa 2007) | MacBook (koniec 2007)                                                                        | MacBook (początek 2008)                                                                      | MacBook (koniec 2008)                                                                        | MacBook (początek 2009)                                                                      | MacBook (połowa 2009)                                                                        |
| ---------------------------------------------- | --- | --- | --- | -------------------------------------------------------------------------------------------- | -------------------------------------------------------------------------------------------- | -------------------------------------------------------------------------------------------- | -------------------------------------------------------------------------------------------- | -------------------------------------------------------------------------------------------- |
| Data premiery                                  | 16 maja 2006 | 8 listopada 2006 | 15 maja 2007 | 1 listopada 2007                                                                             | 26 lutego 2008                                                                               | 14 października 2008                                                                         | 21 stycznia 2009                                                                             | 27 maja 2009                                                                                 |
| Ekran                                          | 13.3-calowa (obszar widoczny), błyszcząca, panoramiczna matryca z rozdzielczością 1280 × 800                                       | 13.3-calowa (obszar widoczny), błyszcząca, panoramiczna matryca z rozdzielczością 1280 × 800                                       | 13.3-calowa (obszar widoczny), błyszcząca, panoramiczna matryca z rozdzielczością 1280 × 800                                       | 13.3-calowa (obszar widoczny), błyszcząca, panoramiczna matryca z rozdzielczością 1280 × 800 | 13.3-calowa (obszar widoczny), błyszcząca, panoramiczna matryca z rozdzielczością 1280 × 800 | 13.3-calowa (obszar widoczny), błyszcząca, panoramiczna matryca z rozdzielczością 1280 × 800 | 13.3-calowa (obszar widoczny), błyszcząca, panoramiczna matryca z rozdzielczością 1280 × 800 | 13.3-calowa (obszar widoczny), błyszcząca, panoramiczna matryca z rozdzielczością 1280 × 800 |
| Grafika                                        | Intel GMA 950 używający 64 MB (64 MiB) z głównej pamięci (DDR2 SDRAM) (maksymalnie 224 MB w Windows uruchamianym przez Boot Camp). | Intel GMA 950 używający 64 MB (64 MiB) z głównej pamięci (DDR2 SDRAM) (maksymalnie 224 MB w Windows uruchamianym przez Boot Camp). | Intel GMA 950 używający 64 MB (64 MiB) z głównej pamięci (DDR2 SDRAM) (maksymalnie 224 MB w Windows uruchamianym przez Boot Camp). | Intel GMA X3100 używający 144 MB z głównej pamięci (DDR2 SDRAM)                              | Intel GMA X3100 używający 144 MB z głównej pamięci (DDR2 SDRAM)                              | Intel GMA X3100 używający 144 MB z głównej pamięci (DDR2 SDRAM)                              | Nvidia GeForce 9400M używający 256 MB RAM                                                    | Nvidia GeForce 9400M używający 256 MB RAM                                                    |
| Dysk twardy Serial ATA 5400 rpm²               | 60 lub 80 GB Opcjonalnie 100 lub 120 GB                                                                                            | 60, 80 lub 120 GB Opcjonalnie 160 lub 200 GB (4200 rpm)                                                                            | 80, 120 lub 160 GB Opcjonalnie 200 GB, 4200 rpm.                                                                                   | 80, 120 lub 160 GB Opcjonalnie 250 GB, 5400 rpm.                                             | 120, 160 lub 250 GB                                                                          | 120GB Opcjonalnie 160GB lub 250 GB,                                                          | 120GB Opcjonalnie 160GB, 250GB lub 320 GB,                                                   | 160GB Opcjonalnie 250GB, 320GB lub 500 GB,                                                   |
| Procesor                                       | 1.83 lub 2.0 GHz Intel Core Duo (T2400/T2500)                                                                                      | 1.83 lub 2.0 GHz Intel Core 2 Duo (T5600/T7200)                                                                                    | 2.0 lub 2.16 GHz Intel Core 2 Duo (T7200/T7400)                                                                                    | 2.0 lub 2.2 GHz Intel Core 2 Duo (T7300/T7500)                                               | 2.1 lub 2.4 GHz Intel Core 2 Duo (T8100/T8300)                                               | 2.1 GHz Intel Core 2 Duo (T8100)                                                             | 2.0 GHz Intel Core 2 Duo (P7350)                                                             | 2.13 GHz Intel Core 2 Duo (P7450)                                                            |
| Pamięć RAM Dwa sloty dla DDR2 SDRAM (PC2-5300) | 512 MB (2x256 MB) max. 2 GB | 512 MB (2x256 MB) lub 1 GB (2x512 MB) (1 GB) max. 4 GB (3.25 GB używane)                                                           | 1 GB (2x512 MB) max. 4 GB (3.25GB używane)                                                                                         | 1 GB (2x512 MB) stock max. 4 GB                                                              | 1 GB (2x512 MB) lub 2 GB (2 × 1 GB) max. 4 GB                                                | 1 GB (2x512 MB) max. 4 GB                                                                    | 2 GB (2x1024 MB) max. 4 GB                                                                   | 2 GB (2x1024 MB) max. 4 GB                                                                   |
| AirPort Extreme                                | Zintegrowane 802.11a/b/g | Zintegrowane 802.11a/b/g i draft-n (n domyślnie zablokowane)³                                                                      | Zintegrowane 802.11a/b/g i draft-n (n odblokowane)                                                                                 | Zintegrowane 802.11a/b/g i draft-n (n odblokowane)                                           | Zintegrowane 802.11a/b/g i draft-n (n odblokowane)                                           | Zintegrowane 802.11a/b/g i draft-n (n odblokowane)                                           | Zintegrowane 802.11a/b/g i draft-n (n odblokowane)                                           | Zintegrowane 802.11a/b/g i draft-n (n odblokowane)                                           |
| Napęd Combo Tylko model podstawowy             | Odczyt: 24x CD, 8x DVD; zapis: 24x CD-R i 10x CD-RW                                                                                | Odczyt: 24x CD, 8x DVD, zapis: 24x CD-R i 16x CD-RW                                                                                | Odczyt: 24x CD, 8x DVD, zapis: 24x CD-R i 16x CD-RW                                                                                | Odczyt: 24x CD, 8x DVD, zapis: 24x CD-R i 16x CD-RW                                          | Odczyt: 24x CD, 8x DVD, zapis: 24x CD-R i 16x CD-RW                                          | Brak                                                                                         | Brak                                                                                         | Brak                                                                                         |
| Napęd SuperDrive                               | Odczyt: 8x DVD (DL); zapis: 4x DVD±R -RW, 24x CD-R, 10x CD-RW                                                                      | Zapis: 2.4x DVD+R DL, 4x DVD±RW, 24x CD-R, 10x CD-RW, odczyt: 6x DVD±R,                                                            | Zapis: 4x DVD+R DL, 4x DVD±RW writes, 24x CD-R, and 10x CD-RW; odczyt: 8x DVD±R                                                    | Zapis: 4x DVD+R DL, 4x DVD±RW writes, 24x CD-R, and 10x CD-RW; odczyt: 8x DVD±R              | Zapis: 4x DVD+R DL, 4x DVD±RW writes, 24x CD-R, and 10x CD-RW; odczyt: 8x DVD±R              | Zapis: 4x DVD+R DL, 4x DVD±RW writes, 24x CD-R, and 10x CD-RW; odczyt: 8x DVD±R              | Zapis: 4x DVD+R DL, 4x DVD±RW writes, 24x CD-R, and 10x CD-RW; odczyt: 8x DVD±R              | Zapis: 4x DVD+R DL, 4x DVD±RW writes, 24x CD-R, and 10x CD-RW; odczyt: 8x DVD±R              |
| Minimalny system operacyjny                    | Mac OS X 10.4.6 Tiger | Mac OS X 10.4.8 Tiger | Mac OS X 10.4.9 Tiger | Mac OS X 10.5 Leopard                                                                        | Mac OS X 10.5.2 Leopard                                                                      | Mac OS X 10.5.4 Leopard                                                                      | Mac OS X 10.5.6 Leopard                                                                      | Mac OS X 10.5.6 Leopard                                                                      |
| Maksymalny system operacyjny                   | Mac OS X 10.6.8 Snow Leopard | Mac OS X 10.7.5 Lion | Mac OS X 10.7.5 Lion | Mac OS X 10.7.5 Lion                                                                         | Mac OS X 10.7.5 Lion                                                                         | Mac OS X 10.7.5 Lion                                                                         | Wciąż wspierany, na chwilę obecną OS X 10.9.4 Mavericks / OS X 10.10 Yosemite                | Wciąż wspierany, na chwilę obecną OS X 10.9.4 Mavericks / OS X 10.10 Yosemite                |
| Waga                                           | 5,2 funta / 2,36 kg | 5,2 funta / 2,36 kg | 5.1 funta / 2,31 kg | 5,0 funtów / 2,27 kg                                                                         | 5,0 funtów / 2,27 kg                                                                         | 5,0 funtów / 2,27 kg                                                                         | 5,0 funtów / 2,27 kg                                                                         | 5,0 funtów / 2,27 kg                                                                         |
| Wymiary                                        | 1,08 × 12.78 × 8,92 cala / 27.5 × 325 × 227 mm                                                                                     | 1,08 × 12.78 × 8,92 cala / 27.5 × 325 × 227 mm                                                                                     | 1,08 × 12.78 × 8,92 cala / 27.5 × 325 × 227 mm                                                                                     | 1,08 × 12.78 × 8,92 cala / 27.5 × 325 × 227 mm                                               | 1,08 × 12.78 × 8,92 cala / 27.5 × 325 × 227 mm                                               | 1,08 × 12.78 × 8,92 cala / 27.5 × 325 × 227 mm                                               | 1,08 × 12.78 × 8,92 cala / 27.5 × 325 × 227 mm                                               | 1,08 × 12.78 × 8,92 cala / 27.5 × 325 × 227 mm                                               |

## MacBook Unibody (Aluminium)

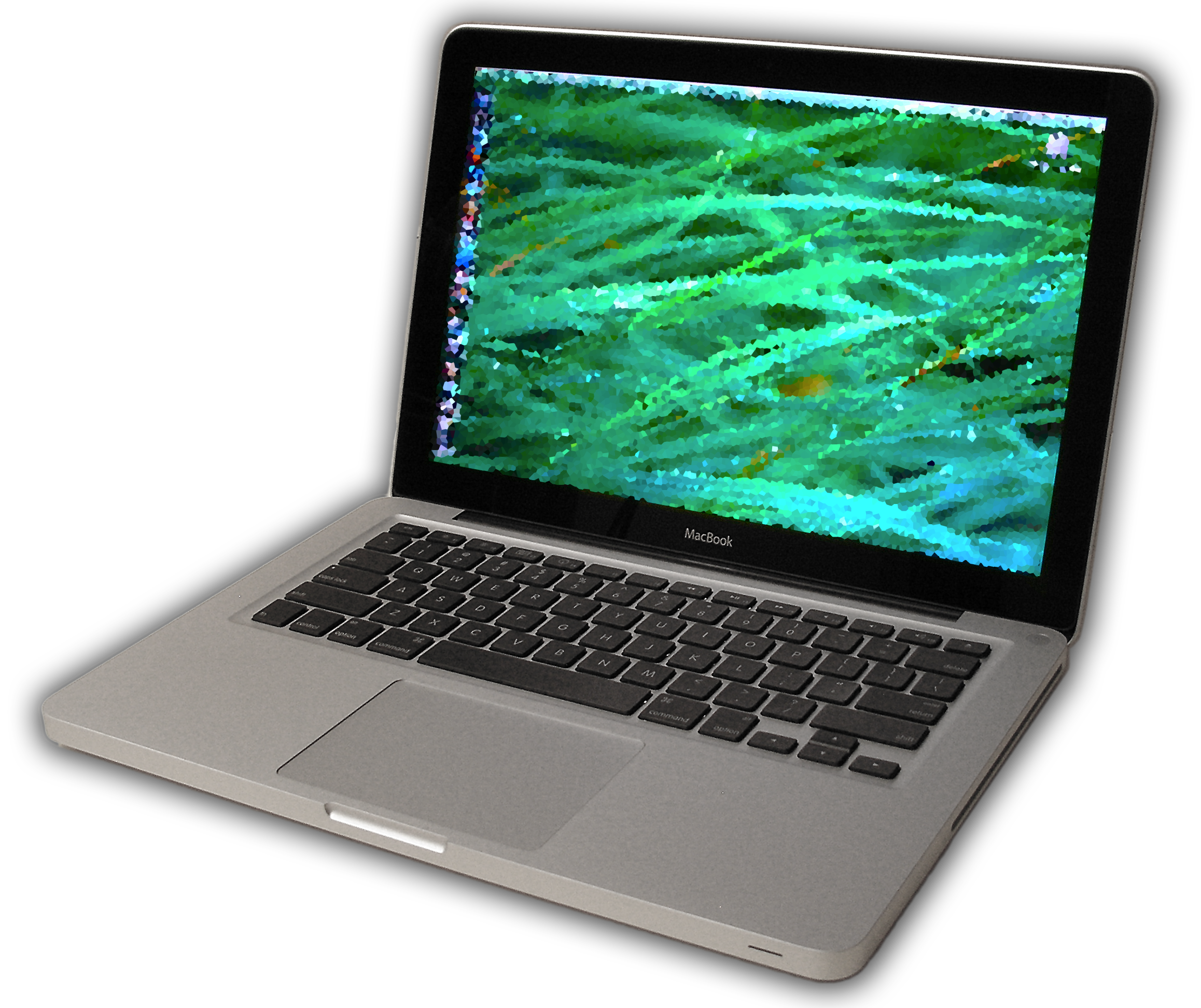
Aluminiowy MacBook Unibody

14 października 2008 roku Apple zaprezentowało nową, aluminiową serię, zachowując stare, polikarbonowe MacBooki, które tego dnia zostały zaktualizowane. Aluminiowy model został wycofany ze sprzedaży 8 czerwca 2009. Zastąpił go 13.3" MacBook Pro.
| Intel Core 2 Duo                          | Intel Core 2 Duo |
| Model                                     | MacBook Unibody (koniec 2008) |
| ----------------------------------------- | --- |
| Data premiery                             | 14 października 2008 |
| Ekran                                     | 13.3-calowa błyszcząca, panoramiczna matryca z rozdzielczością 1280 × 800 z podświetlaniem LED                                                    |
| Procesor                                  | 2.0 GHz lub 2.4 GHz Intel Core 2 Duo (P7350/P8600)                                                                                                |
| Pamięć RAM PC3-8500 DDR3 SDRAM (1066 MHz) | 2 GB (2 × 1024 MB) Rozszerzalne do 4 GB (nieoficjalnie do 6GB)                                                                                    |
| Grafika                                   | Nvidia GeForce 9400M używający 256 MB RAM |
| Dysk twardy                               | 160 GB lub 250 GB 5400-rpm Opcjonalnie 320 GB HDD; 128 GB lub 256 GB SSD                                                                          |
| AirPort Extreme                           | 802.11a/b/g i draft-n (chipset BCM4322) |
| SuperDrive                                | Zapis: 8× DVD±R, 4× DVD±R DL, 4× DVD±RW, 24× CD-R, 10× CD-RW Odczyt: 8× DVD±R, DVD-ROM, 6× DVD-ROM (dwuwarstwowa DVD-9), DVD±R DL, DVD±RW, 24× CD |
| Minimalny system operacyjny               | Mac OS X 10.5.5 |
| Maksymalny system operacyjny              | Wciąż wspierany, na chwilę obecną OS X 10.9.4 Mavericks / OS X 10.10 Yosemite                                                                     |
| Waga                                      | 2.0 kg |
| Wymiary                                   | 0.95 × 12.78 × 8.94 in/24.1 × 325 × 227 mm |

## MacBook Unibody (Polikarbonowy)
| Intel Core 2 Duo              | Intel Core 2 Duo | Intel Core 2 Duo |
| Model                         | MacBook Unibody (koniec 2009) | MacBook Unibody (połowa 2010) |
| ----------------------------- | --- | --- |
| Data premiery                 | 20 października 2009 | 18 Maja 2010 |
| Ekran                         | 13.3-calowa, błyszcząca, panoramiczna matryca z rozdzielczością 1280 × 800 z podświetleniem LED                                                   | 13.3-calowa, błyszcząca, panoramiczna matryca z rozdzielczością 1280 × 800 z podświetleniem LED                                                   |
| Procesor                      | 2.26 GHz Intel Core 2 Duo (P7550) | 2.4 GHz Intel Core 2 Duo (P8600) |
| Pamięć RAM DDR3 SDRAM 1066MHz | 2 GB (2 × 1024 MB) Rozszerzalne do 4 GB; Nieoficjalnie rozszerzalne do 8 GB                                                                       | 2 GB (2 × 1024 MB) Rozszerzalne do 4 GB; Nieoficjalnie rozszerzalne do 8 GB                                                                       |
| Karta graficzna               | Nvidia GeForce 9400M używający 256 MB RAM | Nvidia GeForce 320M używający 256 MB RAM |
| Dysk twardy                   | 250 GB 5400-rpm Opcjonalnie 320 GB lub 500 GB | 250 GB 5400-rpm Opcjonalnie 320 GB lub 500 GB |
| AirPort Extreme               | 802.11a/b/g/n (chipset BCM43224) | 802.11a/b/g/n (chipset BCM43224) |
| SuperDrive                    | Zapis: 8× DVD±R, 4× DVD±R DL, 4× DVD±RW, 24× CD-R, 10× CD-RW Odczyt: 8× DVD±R, DVD-ROM, 6× DVD-ROM (dwuwarstwowa DVD-9), DVD±R DL, DVD±RW, 24× CD | Zapis: 8× DVD±R, 4× DVD±R DL, 4× DVD±RW, 24× CD-R, 10× CD-RW Odczyt: 8× DVD±R, DVD-ROM, 6× DVD-ROM (dwuwarstwowa DVD-9), DVD±R DL, DVD±RW, 24× CD |
| Minimalny system operacyjny   | Mac OS X 10.6.1 | Mac OS X 10.6.3 |
| Maksymalny system operacyjny  | Wciąż wspierany, na chwilę obecną OS X 10.9.4 Mavericks / OS X 10.10 Yosemite / OS X 10.11 El Capitan                                             | Wciąż wspierany, na chwilę obecną OS X 10.9.4 Mavericks / OS X 10.10 Yosemite / OS X 10.11 El Capitan                                             |
| Masa                          | 2.1 kg | 2.1 kg |
| Wymiary                       | 1.09 × 13.00 × 9.12 in/27.4 × 330.3 × 231.7 mm | 1.09 × 13.00 × 9.12 in/27.4 × 330.3 × 231.7 mm |